# Джена (Луїзіана)
Джена (англ. Jena) — місто (англ. town) на півдні США, в окрузі Ла-Салл у центральній частині штату Луїзіана. Населення — 4155 осіб (2020).
Місто отримало сумну популярність як місце міжрасових сутичок між білими та неграми вже в 2006–2007 роках. 20 вересня 2007 році тут відбулись масові акції протесту афроамериканців проти дискримінації.

## Історія
Селище виникло у 1906 в окрузі Ласаль у Луїзіані і було заселене переважно білими іммігрантами зі сходу США.

## Географія
Джена розташована за координатами 31°41′25″ пн. ш. 92°7′43″ зх. д. / 31.69028° пн. ш. 92.12861° зх. д. (31.690215, -92.128582).  За даними Бюро перепису населення США в 2010 році місто мало площу 14,32 км², з яких 14,24 км² — суходіл та 0,08 км² — водойми.

## Демографія
Згідно з переписом 2010 року, у місті мешкало 3398 осіб у 1212 домогосподарствах у складі 822 родин. Густота населення становила 237 осіб/км².  Було 1375 помешкань (96/км²).
Расовий склад населення:
| - 84,1 % — білих - 11,3 % — чорних або афроамериканців - 0,8 % — корінних американців - 0,4 % — азіатів - 2,2 % — осіб інших рас |

До двох чи більше рас належало 1,1 %. Іспаномовні складали 6,7 % від усіх жителів.
За віковим діапазоном населення розподілялося таким чином: 20,9 % — особи молодші 18 років, 62,5 % — особи у віці 18—64 років, 16,6 % — особи у віці 65 років та старші. Медіана віку мешканця становила 38,0 року. На 100 осіб жіночої статі у місті припадало 108,0 чоловіків;  на 100 жінок у віці від 18 років та старших — 109,8 чоловіків також старших 18 років.
Середній дохід на одне домашнє господарство  становив 43 490 доларів США (медіана — 28 651), а середній дохід на одну сім'ю — 51 373 долари (медіана — 40 446). За межею бідності перебувало 20,6 % осіб, у тому числі 16,1 % дітей у віці до 18 років та 12,1 % осіб у віці 65 років та старших.
Цивільне працевлаштоване населення становило 1148 осіб. Основні галузі зайнятості: освіта, охорона здоров'я та соціальна допомога — 28,7 %, роздрібна торгівля — 23,3 %, сільське господарство, лісництво, риболовля — 15,9 %.